# پهنه گلی

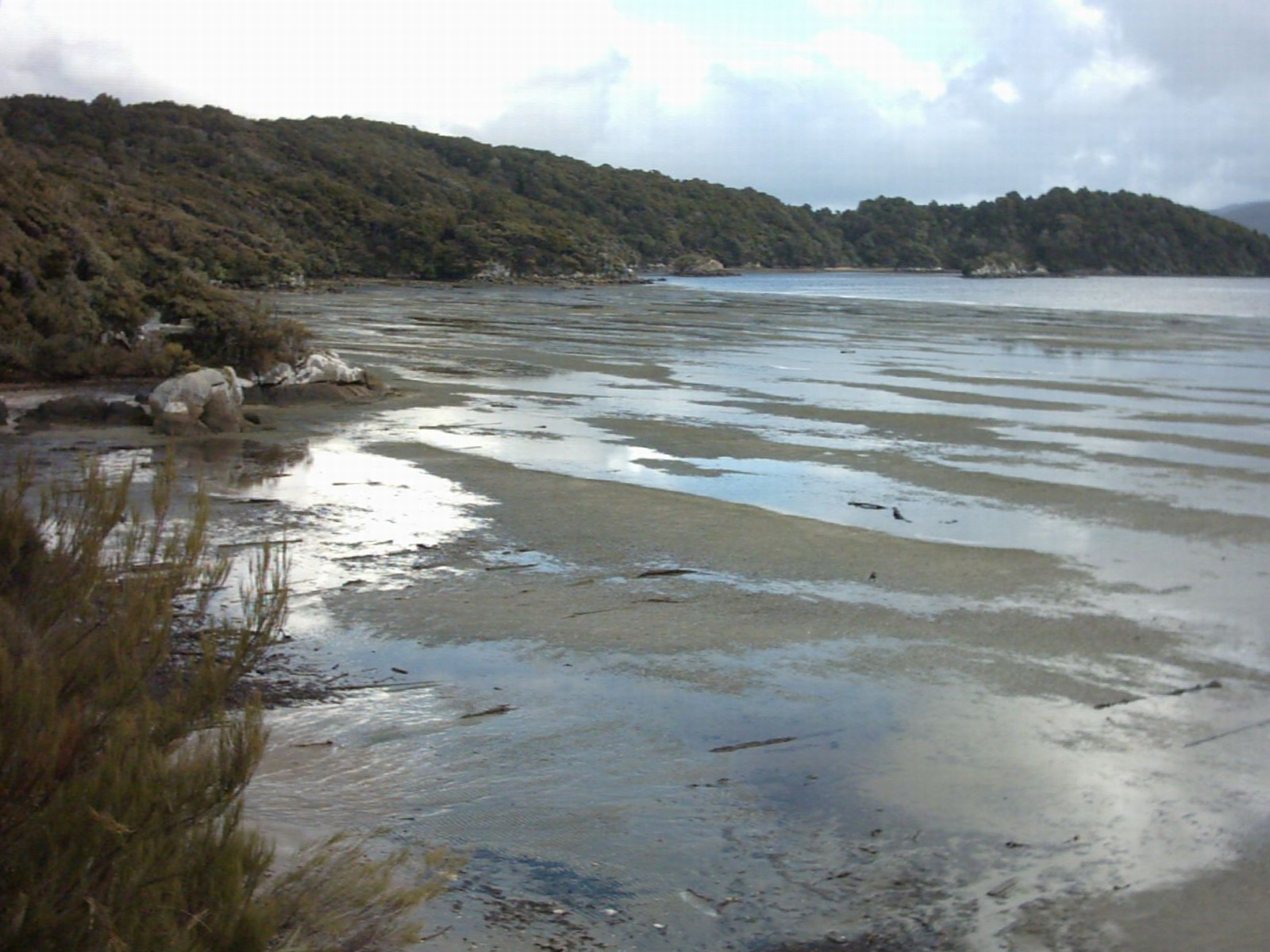
پهنهٔ گلی در جزیره استوارت زلاند نو

پهنهٔ گِلی (به انگلیسی: Mudflat) یا پهنهٔ کِشَندی (به انگلیسی: Tidal flat)، عبارت است از تالاب‌های ساحلی که درون محوطه ای که اثر جزر و مد وجود دارد تشکیل می‌شود و در آنها رسوبات ناشی از رودخانه‌ها یا جزر و مد آنجا انباشته می‌شود. پهنهٔ گلی در خلیج‌ها، بایو، کولاب و پای‌رودها تشکیل می‌شوند. همچنین در دریاچه‌های آب شیرین و آب شور و انتهای رودخانه‌ها و جویبارها نیز ایجاد می‌شود.